# Turraea nilotica
Turraea nilotica är en tvåhjärtbladig växtart som beskrevs av Kotschy & Peyr.. Turraea nilotica ingår i släktet Turraea och familjen Meliaceae. Inga underarter finns listade i Catalogue of Life.